# 少陽経病
伝統中国医学における少陽経病（しょうようけいびょう）は、六経病の一つで陽明経病が進んで三番目に起こる外感性疾病。三陰三陽病では少陽病である。さらに外邪（寒邪）が少陽経（三焦経、胆経）に侵襲、少陽経が司るのは胆であり、その経絡は胸脇を巡り耳を絡う。そのために胸脇痛、耳聾を引き起こす。次に太陰経病に移行する。
三陽経病が病を受けても、未だ臓に侵入しないものは、発汗によって治癒しうる。